# Cicogni
Cicogni es una fracción del Comuna de Pecorara (Provincia de Piacenza) en la región italiana de Emilia-Romaña, ubicada a 40 kilómetros al suroeste de Piacenza.

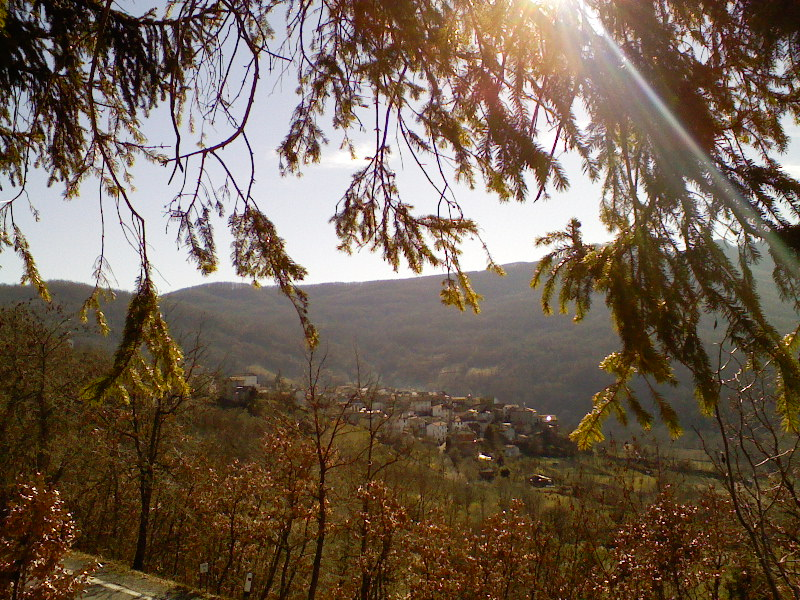
Paisaje de Cicogni.

## Historia
Charles Athanase Walckenaer, en su Ancienne Géographie, historique et comparée des Gaules, identifica Cicogni con el fundus Siconianus mencionado en la Tabula Alimentaria Traianea, encontrada en 1747 en Veleia. Indubidable, Cicogni era una posesión de la Abadía de Bobbio, fundada por San Columbano en el año 614. En 1420 pasó a formar parte del Ducado de Milán y, en 1545, del Ducado de Parma.

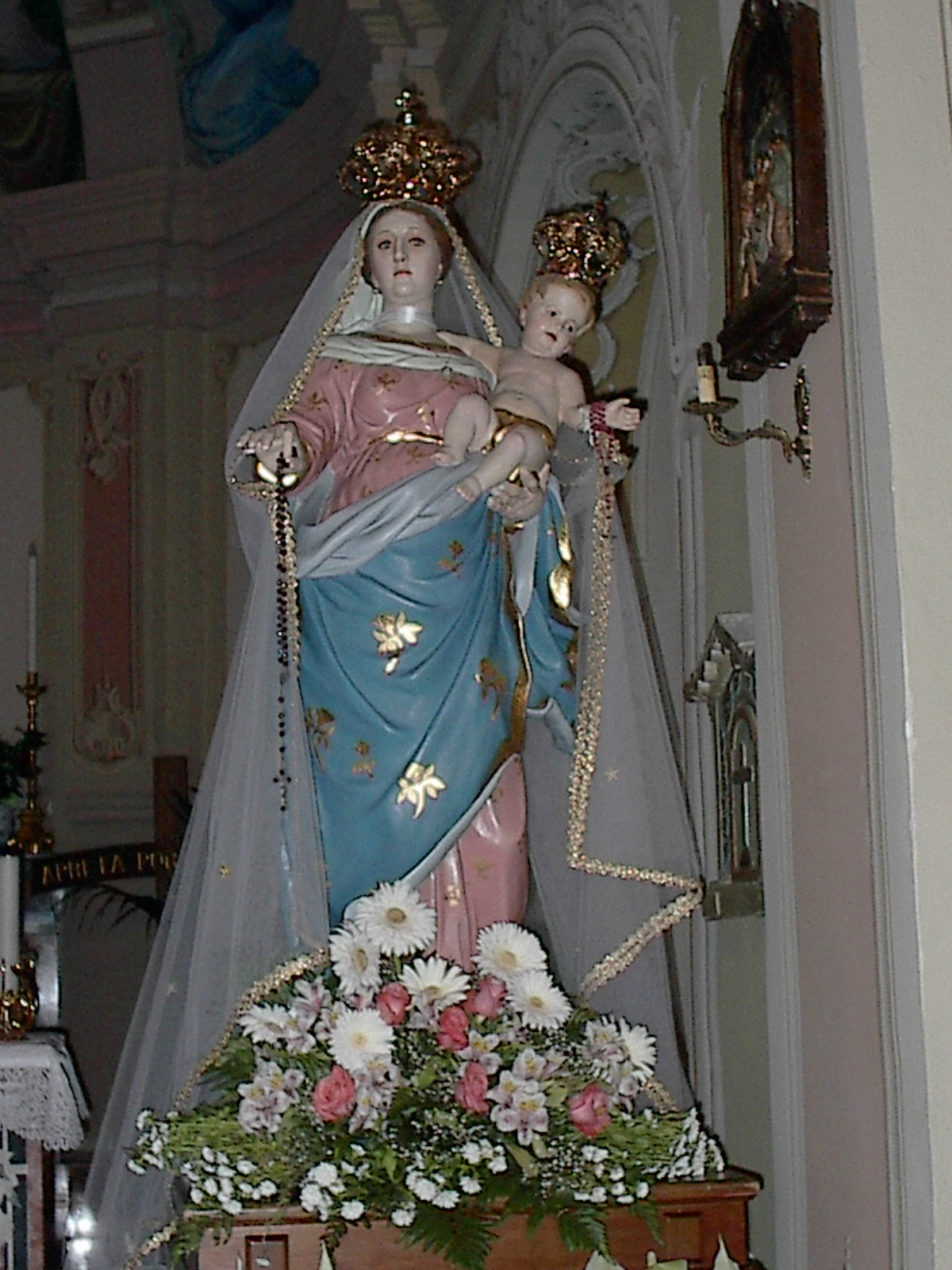
Estatua de la Virgen de Gracia, patrona de Cicogni.

En 1748 (por el Tratado de Aquisgrán) fue en el confine con el Reino de Cerdeña: por qué, tenía una aduana, una prisión y una pequeña guarnición para controlàr las fronteras y contrastar la práctica ilegal del contrabando. Con el fin de resolver esta pregunta, los dos Estados vecinos en 1766 firmaron un acuerdo formal en el que Cicogni es nombrado como Aduana Ducal. En 1860, fue unido al Reino de Italia, por la anexión del ducado de Parma y Piacenza.
En 1943-1945, durante la Segunda Guerra Mundial, algunos partidarios fueron asesinados por los nazis, alrededor y en la misma aldea. Uno de ellos, Mario Busconi (muerto en el camino que conduce al cementerio), fue condecorado con la Medalla de Bronce al Valor Militar.

## Turismo
Cicogni es conocido por su folklore y sus tradiciones, en particular sobre el comienzo de la primavera, que se celebra con su propio festival en los primeros días de mayo.
También es conocida por los hermosos paseos en su bosques, llenos de una amplia variedad de flora y fauna. Además, aquí es posible degustar los platos tradicionales de la cocina regional.
La aldea tiene su propia Pro loco, cuyo objetivo es el embellecimiento y la promoción del lugar junto con el Municipio de Pecorara.

## Monumentos
La iglesia: construida en el 1812 (sobre las ruinas de la antigua, construida en el siglo XVI), tiene una fachada que oculta el interior, pintado en el estilo Rococó por Angelo Capelli.